# Reik (Band)
Reik ist eine mexikanische Pop-Rock-Band.

## Geschichte
Reik wurde 2003 von Jesús Alberto Navarro Rosas und Julio Ramírez Eguía in Mexicali gegründet. Nach einer ersten Demoaufnahme im gleichen Jahr, trat 2004 Gilberto Marín Espinoza dem Duo als drittes Mitglied bei. Noch im gleichen Jahr unterschrieben sie einen Vertrag mit Sony Music.
2005 erschien dort das selbstbetitelte Debütalbum, mit welchem sie es in ihrer Heimat bis auf Platz drei schafften. Im gleichen Jahr wurden sie für einen Latin Grammy in der Kategorie Best New Artist nominiert.
Bei den Latin Grammy Awards 2009 gewann ihr drittes Studioalbum Un día más de Grammy in der Kategorie Best Pop Album By A Duo Or Group With Vocal.
Mit ihrem 2016 veröffentlichten, fünften Studioalbum Des/Amor erreichten sie die Spitze der Billboard Top Latin Albums.

## Diskografie

### Studioalben
| Jahr | Titel      | Höchstplatzierung, Gesamtwochen, AuszeichnungChartplatzierungen (Jahr, Titel, Platzierungen, Wochen, Auszeichnungen, Anmerkungen) | Höchstplatzierung, Gesamtwochen, AuszeichnungChartplatzierungen (Jahr, Titel, Platzierungen, Wochen, Auszeichnungen, Anmerkungen) | Höchstplatzierung, Gesamtwochen, AuszeichnungChartplatzierungen (Jahr, Titel, Platzierungen, Wochen, Auszeichnungen, Anmerkungen) | Anmerkungen                              |
| Jahr | Titel      | MX | Latin | ES | Anmerkungen                              |
| ---- | ---------- | --- | --- | --- | ---------------------------------------- |
| 2005 | Reik       | MX3 ×7Siebenfachgold · (44 Wo.)MX                                                                                                 | Latin34 Platin · (58 Wo.)Latin | — | Erstveröffentlichung: 2. März 2005       |
| 2006 | Secuencia  | MX27 Gold · (34 Wo.)MX | Latin31 (15 Wo.)Latin | — | Erstveröffentlichung: 14. November 2006  |
| 2008 | Un día más | MX11 Platin · (32 Wo.)MX | Latin11 (39 Wo.)Latin | — | Erstveröffentlichung: 25. September 2008 |
| 2011 | Peligro    | MX3 ×9Neunfachgold · (24 Wo.)MX                                                                                                   | Latin3 (43 Wo.)Latin | — | Erstveröffentlichung: 12. August 2011    |
| 2016 | Des/Amor   | MX8 ×7Siebenfachgold · (20 Wo.)MX                                                                                                 | Latin1 Gold · (18 Wo.)Latin | ES55 (1 Wo.)ES | Erstveröffentlichung: 17. Juni 2016      |
| 2019 | Ahora      | MX— ×5FünffachgoldMX | Latin17 ×4Vierfachplatin · (28 Wo.)Latin                                                                                          | — | Erstveröffentlichung: 31. Mai 2019       |

### Livealben
| Jahr | Titel                                    | Höchstplatzierung, Gesamtwochen, AuszeichnungChartplatzierungen (Jahr, Titel, Platzierungen, Wochen, Auszeichnungen, Anmerkungen) | Höchstplatzierung, Gesamtwochen, AuszeichnungChartplatzierungen (Jahr, Titel, Platzierungen, Wochen, Auszeichnungen, Anmerkungen) | Höchstplatzierung, Gesamtwochen, AuszeichnungChartplatzierungen (Jahr, Titel, Platzierungen, Wochen, Auszeichnungen, Anmerkungen) | Anmerkungen                         |
| Jahr | Titel                                    | MX | Latin | ES | Anmerkungen                         |
| ---- | ---------------------------------------- | --- | --- | --- | ----------------------------------- |
| 2006 | Sesion Metropolitana                     | — | Latin35 (7 Wo.)Latin | — | Erstveröffentlichung: 11. Juli 2006 |
| 2013 | Reik en vivo desde el Auditorio Nacional | MX4 Platin · (37 Wo.)MX | — | — | Erstveröffentlichung: 2. April 2013 |

### EPs
- 2020: 20--21
- 2020: De México

### Singles
| Jahr | Titel Album                                                  | Höchstplatzierung, Gesamtwochen, AuszeichnungChartplatzierungen (Jahr, Titel, Album, Platzierungen, Wochen, Auszeichnungen, Anmerkungen) | Höchstplatzierung, Gesamtwochen, AuszeichnungChartplatzierungen (Jahr, Titel, Album, Platzierungen, Wochen, Auszeichnungen, Anmerkungen) | Höchstplatzierung, Gesamtwochen, AuszeichnungChartplatzierungen (Jahr, Titel, Album, Platzierungen, Wochen, Auszeichnungen, Anmerkungen) | Höchstplatzierung, Gesamtwochen, AuszeichnungChartplatzierungen (Jahr, Titel, Album, Platzierungen, Wochen, Auszeichnungen, Anmerkungen) | Anmerkungen                                                        |
| Jahr | Titel Album                                                  | MX | US | Latin | ES | Anmerkungen                                                        |
| ---- | ------------------------------------------------------------ | --- | --- | --- | --- | ------------------------------------------------------------------ |
| 2004 | Yo quisiera Reik                                             | MX— ×2×7Doppeldiamant + SiebenfachgoldMX                                                                                                 | — | Latin11 (21 Wo.)Latin | — | Erstveröffentlichung: 8. November 2004                             |
| 2005 | Qué vida la mía Reik                                         | — | — | Latin18 (14 Wo.)Latin | — | Erstveröffentlichung: 7. Februar 2005                              |
| 2005 | Noviembre sin ti Reik                                        | MX— ×7Diamant + SiebenfachgoldMX | — | Latin22 (14 Wo.)Latin | — | Erstveröffentlichung: 15. Juli 2005                                |
| 2006 | Invierno Secuencia                                           | — | — | Latin11 (20 Wo.)Latin | — | Erstveröffentlichung: 25. September 2006                           |
| 2007 | Me duele amarte Secuencia                                    | — | — | Latin26 (20 Wo.)Latin | — | Erstveröffentlichung: 15. Januar 2007                              |
| 2007 | De qué sirve Secuencia                                       | — | — | Latin48 (2 Wo.)Latin | — | Erstveröffentlichung: 30. April 2007                               |
| 2008 | Inolvidable Un día más                                       | MX— ×3DreifachgoldMX | — | Latin3 (26 Wo.)Latin | — | Erstveröffentlichung: 14. Juli 2008                                |
| 2008 | Fui Un día más                                               | MX— ×3DreifachgoldMX | — | Latin26 (20 Wo.)Latin | — | Erstveröffentlichung: 15. Dezember 2008                            |
| 2011 | Peligro                                                      | MX— ×7SiebenfachgoldMX | — | Latin21 (20 Wo.)Latin | — | Erstveröffentlichung: 4. April 2011                                |
| 2011 | Tu Mirada Peligro                                            | MX— ×7SiebenfachgoldMX | — | Latin18 (19 Wo.)Latin | — | Erstveröffentlichung: 15. August 2011                              |
| 2012 | Creo en ti Peligro                                           | MX— ×3Dreifachdiamant + GoldMX | — | Latin27 (12 Wo.)Latin | ES— GoldES | Erstveröffentlichung: 2. Januar 2012                               |
| 2013 | Con La Cara en Alto Reik en vivo desde el Auditorio Nacional | MX— ×5FünffachgoldMX | — | Latin42 (5 Wo.)Latin | — | Erstveröffentlichung: 18. Februar 2013                             |
| 2015 | Voy a Olvidarte Des/Amor                                     | MX— ×4VierfachplatinMX | — | Latin40 (3 Wo.)Latin | — | Erstveröffentlichung: 2. Oktober 2015                              |
| 2016 | Ya Me Enteré Des/Amor                                        | MX— ×4VierfachdiamantMX | — | Latin6 ×4Diamant + Vierfachplatin · (26 Wo.)Latin                                                                                        | ES20 ×2Doppelplatin · (46 Wo.)ES | Erstveröffentlichung: 8. April 2016 Remix feat. Nicky Jam          |
| 2017 | Qué Gano Olvidándote Des/Amor                                | MX— DiamantMX | — | Latin32 Gold · (20 Wo.)Latin | ES58 Gold · (23 Wo.)ES | Erstveröffentlichung: 14. Januar 2017                              |
| 2018 | Me niego Ahora                                               | MX3 a ×2×3Doppeldiamant + Dreifachgold · (23 Wo.)MX                                                                                      | US77 (3 Wo.)US | Latin6 ×2Doppeldiamant + Platin · (28 Wo.)Latin                                                                                          | ES2 ×5Fünffachplatin · (48 Wo.)ES | Erstveröffentlichung: 16. Februar 2018 feat. Ozuna & Wisin         |
| 2018 | Amigos con derechos Ahora                                    | MX6 a ×2×3Doppeldiamant + Dreifachgold · (2 Wo.)MX                                                                                       | — | Latin14 ×8Achtfachplatin · (26 Wo.)Latin                                                                                                 | ES26 ×2Doppelplatin · (24 Wo.)ES | Erstveröffentlichung: 31. August 2018 feat. Maluma                 |
| 2019 | Un año Fantasía                                              | MX9 a Diamant + Platin · (2 Wo.)MX | — | Latin12 ×4Vierfachplatin · (19 Wo.)Latin                                                                                                 | ES6 ×4Vierfachplatin · (34 Wo.)ES | Erstveröffentlichung: 18. Januar 2019 mit Sebastián Yatra          |
| 2019 | Aleluya Ahora                                                | MX— ×9NeunfachgoldMX | — | Latin48 Platin · (1 Wo.)Latin | ES66 Platin · (11 Wo.)ES | Erstveröffentlichung: 23. Juli 2019 feat. Manuel Turizo            |
| 2019 | Indeciso –                                                   | — | — | Latin31 (20 Wo.)Latin | ES4 ×4Vierfachplatin · (41 Wo.)ES | Erstveröffentlichung: 23. August 2019 feat. J Balvin & Lalo Ebratt |
| 2019 | Dosis Impulso                                                | MX— GoldMX | — | — | ES62 Platin · (32 Wo.)ES | Erstveröffentlichung: 1. November 2019 mit Dvicio & ChocQuibTown   |
| 2020 | Sí me dices que sí –                                         | MX— ×3Diamant + DreifachgoldMX | — | Latin14 Platin · (20 Wo.)Latin | ES85 ×2Doppelplatin · (19 Wo.)ES | Erstveröffentlichung: 18. Februar 2020 mit Farruko & Camilo        |
| 2020 | Enemigos –                                                   | — | — | — | ES11 Gold · (18 Wo.)ES | Erstveröffentlichung: 14. Mai 2020 mit Aitana                      |
| 2021 | Perfecta –                                                   | MX— ×2DoppelplatinMX | — | Latin33 (11 Wo.)Latin | ES76 Gold · (1 Wo.)ES | Erstveröffentlichung: 27. Mai 2021 mit Maluma                      |
| 2021 | Loquita –                                                    | MX— GoldMX | — | Latin37 (2 Wo.)Latin | ES47 Gold · (5 Wo.)ES | Erstveröffentlichung: 12. August 2021 mit Rauw Alejandro           |

grau schraffiert: keine Chartdaten aus diesem Jahr verfügbar
Weitere Singles
- 2005: Niña
- 2005: Levemente
- 2007: Sabes (MX: Diamant)
- 2009: No desaparecerá
- 2009: Voy a estar
- 2012: Te Fuiste de Aquí (MX: ×4Vierfachplatin )
- 2018: Ráptame (MX: ×3Dreifachgold , US: Gold (Latin))
- 2019: Eres Tú (mit Matisse, MX: Diamant + Gold)
- 2019: Duele (mit Wisin & Yandel, MX: Platin, US: Platin (Latin))
- 2020: Lo Intenté Todo (mit Jessie Reyez, MX: Platin)
- 2020: Poco (mit Christian Nodal, MX: ×5Fünffachgold )
- 2020: Bésame (I Need You) (mit R3hab & Tini)
- 2020: No me acostumbro (Remix) (mit Wisin & Ozuna, US: Platin (Latin))
- 2020: La Bella y La Bestia (mit Morat, ES: Gold, MX: ×9Neunfachgold )
- 2021: Cuántas Veces (mit Carlos Rivera, MX: Gold)
- 2021: Los Tragos (mit María Becerra, ES: Gold, MX: Gold)
- 2022: 5 Estrellas (mit Sech, MX: Gold)
- 2023: El Correcto (mit Carín León, MX: ×3Dreifachgold )

### Gastbeiträge
| Jahr | Titel Album                     | Höchstplatzierung, Gesamtwochen, AuszeichnungChartplatzierungen (Jahr, Titel, Album, Platzierungen, Wochen, Auszeichnungen, Anmerkungen) | Höchstplatzierung, Gesamtwochen, AuszeichnungChartplatzierungen (Jahr, Titel, Album, Platzierungen, Wochen, Auszeichnungen, Anmerkungen) | Höchstplatzierung, Gesamtwochen, AuszeichnungChartplatzierungen (Jahr, Titel, Album, Platzierungen, Wochen, Auszeichnungen, Anmerkungen) | Höchstplatzierung, Gesamtwochen, AuszeichnungChartplatzierungen (Jahr, Titel, Album, Platzierungen, Wochen, Auszeichnungen, Anmerkungen) | Anmerkungen                                                  |
| Jahr | Titel Album                     | MX | US | Latin | ES | Anmerkungen                                                  |
| ---- | ------------------------------- | --- | --- | --- | --- | ------------------------------------------------------------ |
| 2014 | Una Vez Mas Me Llamaré Tuyo     | — | — | Latin27 (12 Wo.)Latin | — | Victor Manuelle feat. Reik                                   |
| 2022 | A Veces Bien y a Veces Mal Play | — | — | Latin50 (2 Wo.)Latin | ES76 (1 Wo.)ES | Erstveröffentlichung: 14. April 2022 Ricky Martin feat. Reik |
| 2022 | Mirando a la luna Resiliencia   | — | — | Latin97 (1 Wo.)Latin | — | Erstveröffentlichung: 14. Oktober 2022 Beret feat. Reik      |

grau schraffiert: keine Chartdaten aus diesem Jahr verfügbar

### Soloveröffentlichungen
| Jahr              | Titel Album     | Höchstplatzierung, Gesamtwochen, AuszeichnungChartplatzierungen (Jahr, Titel, Album, Platzierungen, Wochen, Auszeichnungen, Anmerkungen) | Höchstplatzierung, Gesamtwochen, AuszeichnungChartplatzierungen (Jahr, Titel, Album, Platzierungen, Wochen, Auszeichnungen, Anmerkungen) | Höchstplatzierung, Gesamtwochen, AuszeichnungChartplatzierungen (Jahr, Titel, Album, Platzierungen, Wochen, Auszeichnungen, Anmerkungen) | Höchstplatzierung, Gesamtwochen, AuszeichnungChartplatzierungen (Jahr, Titel, Album, Platzierungen, Wochen, Auszeichnungen, Anmerkungen) | Anmerkungen                                                             |
| Jahr              | Titel Album     | MX | US | Latin | ES | Anmerkungen                                                             |
| ----------------- | --------------- | --- | --- | --- | --- | ----------------------------------------------------------------------- |
| von Jesús Navarro |                 | | | | |                                                                         |
|                   |                 | | | | |                                                                         |
| 2018              | Qué tienes tú – | — | — | — | ES28 ×2Doppelplatin · (45 Wo.)ES | Erstveröffentlichung: 4. Mai 2018 Dvicio feat. Jesús/Reik & Mau & Ricky |

## Auszeichnungen für Musikverkäufe
| Goldene Schallplatte - Mexiko - 2021: für das Lied Con la Falta Que Me Haces - Zentralamerika - 2022: für die Single La Bella y la Bestia - 2022: für die Single Poco - 2022: für die Single Perfecta Platin-Schallplatte - Brasilien - 2023: für die Single Amigos con derechos - 2024: für die Single Un año - Frankreich - 2021: für die Single A un paso de la luna - Italien - 2018: für die Single Me niego - Mexiko - 2023: für das Lied Ciego - 2024: für das Lied Te hubieras ido antes - 2024: für das Lied We Only Have Tonight | 2× Platin-Schallplatte - Zentralamerika - 2022: für die Single Si Me Dices Que Sí 5× Goldene Schallplatte - Mexiko - 2025: für das Lied Un Amor de Verdad |

Anmerkung: Auszeichnungen in Ländern aus den Charttabellen bzw. Chartboxen sind in ebendiesen zu finden.
| Land/RegionAuszeichnungen für Musikverkäufe (Land/Region, Auszeichnungen, Verkäufe, Quellen) | Gold       | Platin         | Diamant       | Verkäufe   | Quellen             |
| -------------------------------------------------------------------------------------------- | ---------- | -------------- | ------------- | ---------- | ------------------- |
| Brasilien (PMB)                                                                              | —          | 2× Platin2     | —             | 80.000     | pro-musicabr.org.br |
| Frankreich (SNEP)                                                                            | —          | Platin1        | —             | 200.000    | snepmusique.com     |
| Italien (FIMI)                                                                               | —          | Platin1        | —             | 50.000     | fimi.it             |
| Mexiko (AMPROFON)                                                                            | 29× Gold29 | 63× Platin63   | 19× Diamant19 | 11.070.000 | amprofon.com.mx     |
| Spanien (Promusicae)                                                                         | 7× Gold7   | 22× Platin22   | —             | 1.330.000  | elportaldemusica.es |
| Vereinigte Staaten (RIAA)                                                                    | 3× Gold3   | 27× Platin27   | 3× Diamant3   | 3.490.000  | riaa.com            |
| Zentralamerika (CFC)                                                                         | 3× Gold3   | 2× Platin2     | —             | 245.000    | cfc-musica.com      |
| Insgesamt                                                                                    | 42× Gold42 | 118× Platin118 | 22× Diamant22 |            |                     |